# Every Good Boy Deserves Fudge
| Оценки критиков                   | Оценки критиков |
| Источник                          | Оценка          |
| --------------------------------- | --------------- |
| AllMusic                          | [ 1 ]           |
| Collector's Guide to Heavy Metal  | 8/10            |
| The Encyclopedia of Popular Music | [ 3 ]           |
| Entertainment Weekly              | B−              |
| Kerrang!                          | [ 5 ]           |
| MusicHound Rock                   | [ 6 ]           |
| Ox-Fanzine                        | [ 7 ]           |
| PopMatters                        | 8/10            |
| The Rolling Stone Album Guide     | [ 9 ]           |
| Spin Alternative Record Guide     | 6/10            |

Every Good Boy Deserves Fudge — второй альбом американской гранж-группы Mudhoney, который был записан и выпущен в 1991 году, в то время, когда группа подумывала о переходе к другому лейблу, но решила остаться на Sub Pop.

## Об альбоме
Гитарист группы Стив Тёрнер говорил, что этот альбом — его любимый среди всех альбомов Mudhoney. Многие критики соглашаются с этим и говорят, что Every Good Boy Deserves Fudge — вершина творчества Mudhoney.
Название альбома — мнемонический приём, используемый студентами музыкальных школ, чтобы запомнить последовательность нот (EGBDF).

## Список композиций
1. "Generation Genocide" – 1:13
2. "Let It Slide" – 2:35
3. "Good Enough" – 3:25
4. "Something So Clear" – 4:14
5. "Thorn" – 2:10
6. "Into the Drink" – 2:08
7. "Broken Hands" – 6:02
8. "Who You Drivin' Now?" – 2:21
9. "Move Out" – 3:32
10. "Shoot the Moon" – 2:27
11. "Fuzzgun '91" – 1:52
12. "Pokin' Around" – 3:30
13. "Don't Fade IV" – 3:58
14. "Check-Out Time" – 3:07

## Принимали участие в записи
- Марк Арм - гитара, вокал, орган
- Стив Тёрнер - гитара, гармошка
- Мэтт Лукин - бас-гитара
- Дэн Питерс - барабаны

## Позиции в чартах
| Год  | Альбом                        | Чарт               | Позиция |
| ---- | ----------------------------- | ------------------ | ------- |
| 1991 | Every Good Boy Deserves Fudge | Official UK Charts | No. 34  |